# Bofuria
Bofuria is een geslacht van vliesvleugeligen uit de familie Pteromalidae. De wetenschappelijke naam van dit geslacht is voor het eerst geldig gepubliceerd in 1978 door Hedqvist.

## Soorten
Het geslacht Bofuria omvat de volgende soorten:
- Bofuria maculata Hedqvist, 1978
- Bofuria megastigmus (Ashmead, 1894)